# Richard White
Richard White là một nam diễn viên và ca sĩ opera người Mỹ, nổi tiếng nhờ lồng tiếng nhân vật Gaston trong phim điện ảnh hoạt hình Người đẹp và quái vật của Disney và trong loạt phim truyền hình House of Mouse của Disney.

## Danh sách phim

### Diễn viên
| Năm       | Tựa đề                                        | Vai diễn                                     | Ghi chú |
| --------- | --------------------------------------------- | -------------------------------------------- | --- |
| 1989      | Great Performances                            | Gaylord Ravenal / Robert Mission / Chính ông | Tập: "The New Moon" "Show Boat" "An Evening with Alan Jay Lerner"                                                            |
| 1991      | Người đẹp và quái vật                         | Gaston (lồng tiếng)                          | |
| 1992      | Giải Oscar thường niên lần thứ 64             | Chính ông                                    | (chương trình đặc biệt) |
| 1993      | Kill Zone                                     | Medic                                        | |
| 2001-2003 | House of Mouse                                | Gaston (lồng tiếng)                          | Tập: "Daisy's Debut" "Clarabelle's Big Secret" "The Mouse Who Came to Dinner" "Humphrey in the House" "Halloween with Hades" |
| 2016      | King's Quest - Chapter III: Once Upon A Climb | Whisper                                      | video game |

## Nhạc phim
| Năm  | Nghệ sĩ/Tác giả                    | Bài hát | Phim                  | Vai diễn        |
| ---- | ---------------------------------- | --- | --------------------- | --------------- |
| 1989 | Jerome Kern & Oscar Hammerstein II | "Where's The Mate For Me?" "Make Believe" "You Are Love" "Act I Finale" "Why Do I Love You?" "Nun's Processional" "Make Believe" "You Are Love" | Great Performances    | Gaylord Ravenal |
| 1991 | Howard Ashman & Alan Menken        | "Belle" "The Mob Song" "Gaston" "Gaston Reprise"                                                                                                | Người đẹp và quái vật | Gaston          |